# Малоріченське

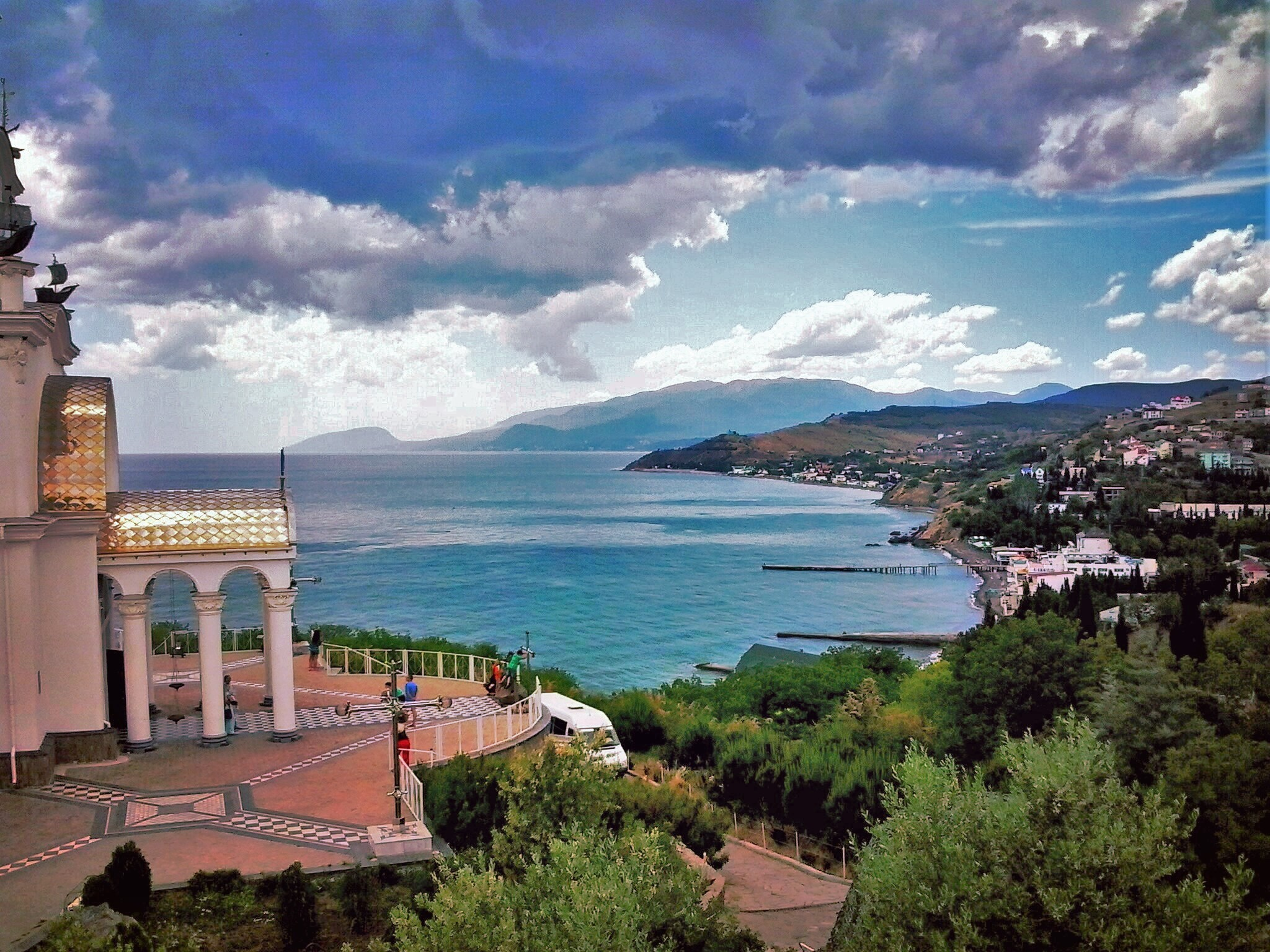
Вигляд на село Малоріченське із Храму Святителя Миколи Мірлікійського

Малорі́ченське або Кючю́к-Озе́н (крим. Küçük Özen) — село в Україні, у Ялтинському районі Автономної Республіки Крим.

## Географія
Селом протікає річка Орта-Узень.

## Загальний опис
Розташоване на південному березі Криму, у курортній зоні, центр сільської ради.
У селі розвинене виноробство, є декілька пансіонатів.
Село розташоване за 25 кілометрів на північний схід від Алушти. Траса, яка одночасно є і центральною вулицею Малоріченського проходить прямо над пляжем шириною 30-50 метрів. В селі є багато пансіонатів з спортивними і дитячими майданчиками.
До 1945 року називалося Кючюк-Озен, крим. Küçük Özen, а до виселення греків із Криму 1778 року — Мікро-Потам. Обидві назви означають «маленька річка» у перекладі з кримськотатарської та грецької мов відповідно.

## Археологічні розвідки
Територія нинішнього Малоріченського і прилеглих до нього сіл була заселена ще в добу неоліту. Про це свідчать численні знахідки кремінних знарядь. На околиці Сонячногірського зберігся могильник таврів. У IX—X ст. на ці землі прийшли вихідці з Візантії. Вони й заснували тут перші поселення. Спочатку село мало грецьку назву — Мікропотамос (в перекладі — Мала Річка), пізніше — кримськотатарську — Кючюк-Узень. На околицях і поблизу сіл Генеральського і Сонячногірського до нашого часу уціліли залишки 5 середньовічних поселень, замку, монастиря й могильника.

## Історія
У XIII ст., коли Крим захопили монголи, місцеві жителі сплачували їм данину. У XIV ст. село опинилося під владою генуезців, а після загарбання півострова турками, протягом трьох століть (з 1475 по 1774 рік) воно входило до коронних володінь турецького султана.
Після того, як Крим став незалежним від Османської імперії, кримський хан віддав Кючюк-Узень разом з іншими 18 селами на відкуп своїм близьким. Це ще більше погіршило становище жителів. Крім ханських податків, вони повинні були сплачувати побори ще й відкупникам. 1779 року значну частину християн російські війська депортували в Приазов'я і на Дон. На той час у селі було 11, а на початку XIX ст. — 27 дворів, де проживало 106 чоловік. У середині XIX ст. власником земель, розташованих у долині річки Кючюк-Узені, став поміщик Княжевич. У селі тоді налічувалося 43 двори і 268 жителів.
За даними на 1864 рік у казенному татарському селі Кючюк-Узень Ялтинського повіту Таврійської губернії мешкало 268 осіб (134 чоловічої статі та 134 — жіночої), налічувалось 54 дворових господарства, існувала мечеть.
Станом на 1886 у колишньому державному селі Алуштинської волості мешкало 433 особи, налічувалось 76 дворових господарств, існували православна церква, мечеть, каплиця.
За переписом 1897 року кількість мешканців зросла до 870 осіб (482 чоловічої статі та 388 — жіночої), з яких , 837 — магометанської.

## Населення
Динаміка чисельності населення:
- 1805 рік — 106 осіб (усі кримські татари)
- 1926 рік — 1428 осіб (1381 кримських татар, 67 росіян, 5 українців)
- 1939 рік — 1355 осіб
- 1989 рік — 1280 осіб
- 2001 рік — 1251 осіб[4]

Мовний склад населення села був таким:
| Мова              | Число ос. | Відсоток |
| ----------------- | --------- | -------- |
| українська        | 98        | 7,83     |
| російська         | 1069      | 85,45    |
| кримськотатарська | 80        | 6,39     |
| молдавська        | 1         | 0,08     |
| вірменська        | 1         | 0,08     |

## Відомі люди

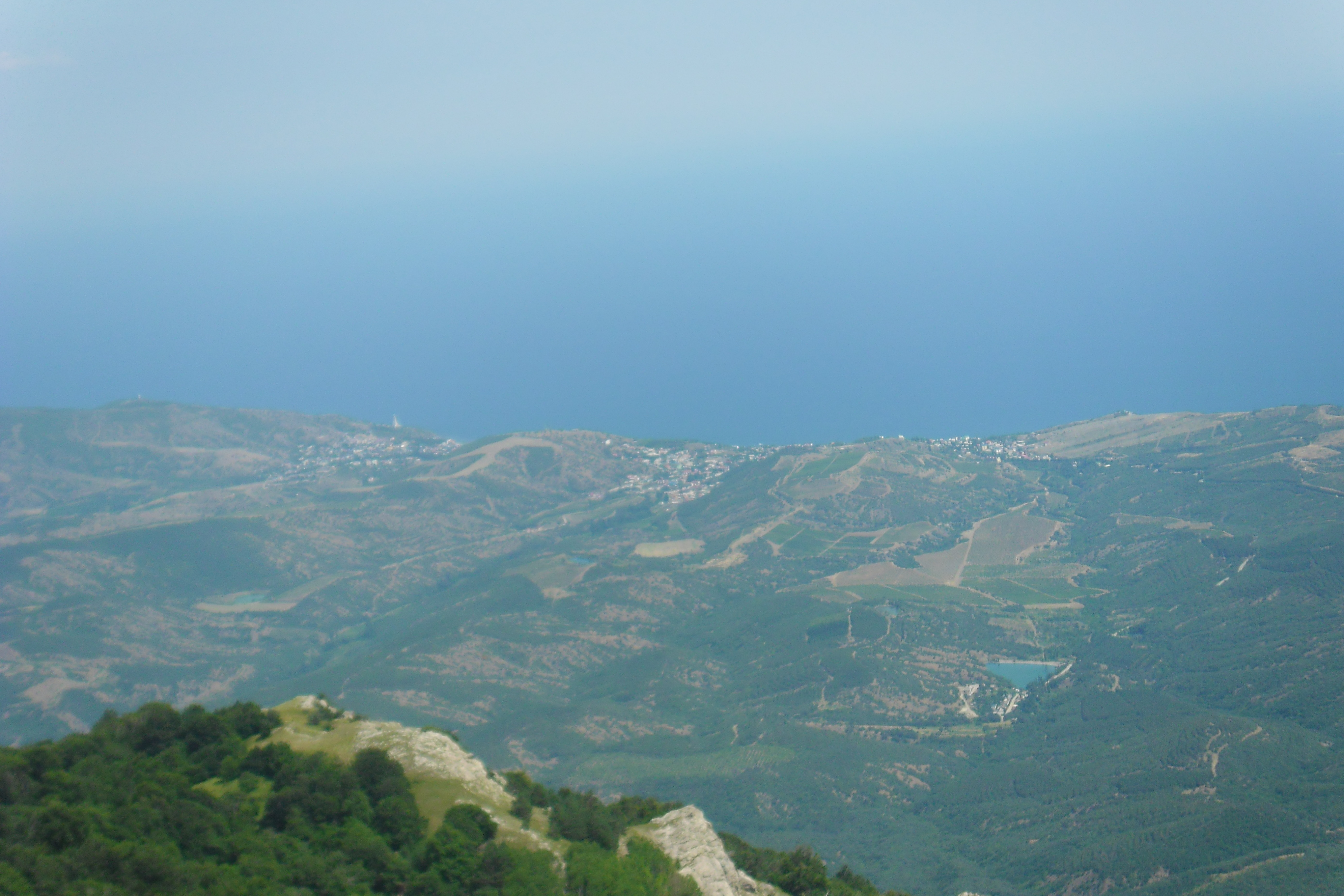
Малоріченське і Сонячногірське з Демерджі-яйли.

- Джамала (справжнє ім'я Сусана Джамаладінова, крим. Susana Camaladinova) — українська співачка й акторка кримськотатарського та вірменського походження. Переможниця міжнародних пісенних конкурсів «Нова хвиля» 2009 року та Євробачення 2016 року.
- Сейран Кадиров (крим. Seyran Qadırov) — військовий, служив у спеціальному підрозділі «Крим» Головного управління розвідки Міноборони України. Загинув у боях за Бахмут в січні 2023 року. Посмертно нагороджений медаллю «За бойові заслуги».
- У селі мешкав і працював Олексій Діжа — повний кавалер ордена Слави. На його честь названа одна з вулиць села.
- Село відвідував Михайло Коцюбинський — видатний український письменник.[6]

## Пам'ятні місця
- Музей катастроф на водах
- Пам'ятний камінь відомому кримському балетмейстеру Акіму Джемілєву
- Храм Святителя Миколи Мірлікійського

## Цікавий факт
У селі встановлено вітряк, який живить базові станції (вежі) компанії Vodafone. Їх потужність 7,5 КВт. Це дозволяє економити до 24 тонн дизельного палива на рік.